# 卒業サヨナラ。
「卒業サヨナラ。」（そつぎょうさよなら）は、ハジ→の4枚目のメジャーシングル。発売元はEMI Records。

## 解説
- 前作「White Winter Love。」から約3ヶ月ぶりのシングル。
- 初回限定盤には「卒業サヨナラ。」のMUSIC VIDEOを収録したDVDが付属される。

## 収録曲
1. 卒業サヨナラ。
  - 作詞・作曲：ハジ→
2. 理想にJUMPッ♂。
  - 作詞・作曲：ハジ→
3. ぱぴぷぺぱーり→。(★STAR GUiTAR REMIX)
  - 作詞・作曲：ハジ→

配信シングルのリミックス。
4. 卒業サヨナラ。(Instrumental)